# Massimo Pellegrini
Massimo Pellegrini (Frascati, 2 gennaio 1966) è un allenatore di calcio ed ex calciatore italiano, di ruolo centrocampista, tecnico delle giovanili del Modena.

## Caratteristiche tecniche
Centrocampista di spiccate attitudini offensive, ha ricoperto anche i ruoli di mezzapunta e, all'occorrenza, di attaccante centrale. Era uno specialista dei calci di punizione.

## Carriera

### Giocatore
Cresciuto nella formazione del suo paese, la LVPA Frascati, venne acquistato nel 1980 dall'Inter, che lo inserì nelle formazioni giovanili.
Il suo nome salì alla ribalta per un illecito ordito da alcuni dirigenti interisti nel 1981: pur avendo all'epoca 15 anni, venne convocato per il Mundialito Under-14 (un torneo amichevole organizzato in Argentina dal Club Atlético River Plate) sotto il nome di un compagno di squadra (Massimo Ottolenghi) che rientrava nei limiti di età. La manifestazione vide la vittoria dei nerazzurri in finale contro i boliviani dell'Academia Tahuichi Aguilera, e Pellegrini (capocannoniere con sette reti) fu eletto miglior giocatore della competizione; tuttavia, una volta scoperta l'infrazione, l'Inter dovette cedere il trofeo all'altro club finalista e affrontare le sanzioni del caso, compresa una squalifica di sei mesi per lo stesso Pellegrini.
Fece l'esordio in Serie A con i nerazzuri nella stagione 1982-1983, giocando sul campo della Roma il 12 dicembre 1982, diventando a 16 anni, 11 mesi e 10 giorni, il giocatore più giovane utilizzato in Serie A dall'Inter dal dopoguerra. Nel novembre del 1984 venne mandato in prestito al Monza in Serie B, dove disputò 23 partite.
Ritornato alla squadra milanese, collezionò 2 presenze nella stagione 1985-1986 e al termine del campionato si trasferì nuovamente in prestito, questa volta al Cagliari, dove visse una stagione travagliata con i rossoblu, ultimi a fine campionato in B ma semifinalisti di Coppa Italia.
Nel 1987 passò a titolo definitivo alla SPAL, dove affrontò due stagioni in Serie C1 che si conclusero con una retrocessione. Nel 1989 iniziò la stagione in B con l'Ancona, per poi passare all'Empoli, di nuovo in Serie C1.
Nel 1990 si trasferì al Modena, dove rimase (salvo prestiti) per otto anni. Nella prima annata, con Renzo Ulivieri, completò la propria maturazione tattica come centrale di centrocampo e fu il capocannoniere della squadra con 9 reti. Nel campionato 1991-1992 subì la frattura di tibia e perone in uno scontro di gioco con Marco Schenardi, saltando l'intera stagione. Dopo un'altra annata in B, nel mercato autunnale del 1993 passò in prestito al Fiorenzuola, dove sostituì Marco Sgrò, a sua volta ceduto all'Atalanta. La stagione successiva tornò a Modena, dove fu titolare e capitano dei gialloblù, nel frattempo retrocessi in terza serie: realizzò 8 reti, ma non riuscì ad evitare una nuova retrocessione, poi vanificata dal ripescaggio.
Dopo una stagione al Novara Calcio, dove vinse il campionato di Serie C2, continuò a calcare i campi della Serie C1 con la maglia degli emiliani fino al 1998, anno del passaggio al Sassuolo, dove rimase per quattro stagioni, tutte giocate in Serie C2. Nel 2002 iniziò la sua ultima stagione con la maglia della Poggese in Serie D, dove concluse la carriera.
In carriera ha totalizzato complessivamente 3 presenze in Serie A e 118 presenze e 15 reti in Serie B.

### Dopo il ritiro
Terminata l'attività agonistica, ha ricoperto brevemente il ruolo di allenatore delle giovanili nel Sassuolo, prima di lasciare brevemente il mondo del calcio e aprire un'attività di ristorazione. Dopo aver allenato le giovanili di Formigine e Fiorano, nel giugno 2018 diventa allenatore delle giovanili del Modena.

## Palmarès

### Giocatore

#### Competizioni giovanili
- Torneo di Viareggio: 1

Inter: 1986

#### Competizioni nazionali
- Campionato italiano Serie C2: 1

Novara: 1995-1996 (girone A)